# Плоске (Бабаєвський район)
Плоске — присілок в Бабаєвському районі Вологодської області Росії.
Входить до складу Борисовського сільського поселення (з 1 січня 2006 року по 13 квітня 2009 року входило до складу Плосківського сільського поселення).
Відстань по автодорозі до районного центру Бабаєво — 94 км, до центру муніципального утворення села Борисово-Судське по прямій — 26 км. Найближчі населені пункти — с. Заєльник, селище Плесо, с. Плесо. Станом на 2002 рік проживало 2 чоловік.